# HTC Sense
HTC Sense — Інтерфейс користувача, розроблений компанією HTC для смартфонів з ОС Android і Windows Mobile. На Windows Phone 7 він присутній у вигляді панелі HTC Hub.
Фактично поняття HTC Sense тепер можна відносити лише до ОС Android.
HTC Sense побудований на базі попереднього інтерфейсу HTC під назвою TouchFLO 3D, що використовувався на Windows Mobile. Першими пристроями, що використовували HTC Sense стали HTC Hero під керуванням Android, HTC HD2 під керуванням Windows Mobile, HTC Touch 2, також під керуванням Windows Mobile.
Остання версія інтерфейсу — 7, використовується в моделях HTC One S, HTC One X, HTC One X+ і HTC J Butterfly.

## Версії
- Sense 1.5 вперше з'явилася на HTC Tattoo, і одразу ж привернула увагу не однієї тисячі покупців. Sense 1.5 пропонував абсолютно новий користувацький досвід, будучи інтуїтивним продовженням самого телефону. З цікавих функцій можна виокремити активний екран блокування, велику колекцію віджетів (у конкурентів були лише модифіковані системні віджети).
- Sense 2.0: додано жупани, змінено функції персоналізації, з'явилися нові віджети.
- Sense 2.1: додано категорії у списку програм, інші незначні зміни, оптимізація.
- Sense 3.0: глобальні зміни інтерфейсу, повна переробка фірмових додатків, новий екран блокування, оптимізація швидкодії та енергоспоживання, але оболонка стала досить загромадженою (деталізація анімацій погоди, насичення 3D-ефектами).
- Sense 3.5: повна рестилізація, оновлення всіх фірмових програм, інші важливі зміни.
- Sense 3.6: модернізований Sense 3.5 для апаратів, яким було обіцяне оновлення до Android 4. Зовні є майже ідентичною до попередньої версії, але зі стилістикою Android Holo і деякими технічними новинками Sense 4.0, наприклад, можливість видаляти непотрібні робочі столи і створювати теки з декількох ярликів.
- Sense 4.0: інтерфейс перероблений практично з нуля, загально змінений до виду slim & sexy, тобто, попри надлишок 3D-ефектів, оболонка не так сильно навантажує систему.
- Sense 4.1: технічно покращений Sense 4.0 без візуальних змін. Виправлені помилки з «підгальмовуванням» (більше немає зависання «живих шпалер») і плавністю всього інтерфейсу (ривки при гортанні робочих столів та меню). Разом з Sense 4.1 користувачі отримали ще й Android версії 4.0.4

## Android
В Android інтерфейс HTC Sense реалізований як 7 робочих столів, програм та віджетів.

### Програми
- Модифікований домашній екран
- Модифікований екран блокування
- EA Games (Sense 4.1 в міжнародній версії)
- FM-Радіо
- Footprints
- Friend Stream
- HTC Hub
- HTC Likes
- Peep (програма для Twitter)
- Reader
- Rescue (програма для віддаленої технічної підтримки) (Sense 4.1)
- Teeter
- Акції
- Браузер
- Галерея
- Диктофон
- Календар
- Калькулятор
- Камера
- Контакти
- Музика
- Новини
- Погода
- Пошта
- Повідомлення
- Ліхтарик
- Годинник

### Віджети
- FM-Радіо
- Footprints
- Friend Stream
- HTC Likes
- Twitter
- Акумулятор
- Акції
- Закладки
- Нотатки
- Календар
- Калькулятор
- Калькулятор чайових
- Контакти
- Музика
- Налаштування (увімкнути/вимкнути Bluetooth, GPS, Wi-Fi, режим «В літаку», мобільних даних)
- Погода
- Пошук
- Пошта
- Примітки
- Сьогоднішній день в історії
- Повідомлення
- Фотоальбом
- Фоторамка
- Годинник

## Windows Phone 7
В Windows Phone 7 фірмова оболонка присутня у вигляді HTC Hub (це пов'язано з тим, що в WP7 компанія Microsoft заборонила будь-які зміни системи розробниками пристроїв).
В ньому присутні функції погоди, акцій, нотаток і інші.

## Windows Mobile
В Windows Mobile інтерфейс HTC Sense реалізований як програма екрану Сьогодні (Today). Він значно відрізняється від Android-версії, фактично — не має нічого спільного з нею. Сьогодні розвиток HTC Sense для Windows Mobile зупинено, в зв'язку з фактичною «смертю» і неконкурентоспроможністю платформи в цілому.

## Пристрої

### Sense 10.10
- HTC U19e

- HTC Desire 19+
- HTC Desire 19s

### Sense 10.0
- HTC U12+

- HTC U12 life

### Sense 9.0
- HTC U11

- HTC U11+

### Sense 8.0
- HTC 10

- HTC U Ultra
- HTC U Play

### Sense 7.0
- HTC One A9

- HTC One X9
- HTC Desire 628
- HTC Desire 828
- HTC One M9
- HTC One M9+
- HTC One E9s
- HTC One E9+
- HTC One (M8)
- HTC One ME
- HTC Desire 728
- HTC Desire Eye
- HTC One E8

### Sense 6.1
- HTC Deisre 510

### Sense 6.0
- HTC One (M8)

- HTC One
- HTC One Max
- HTC One mini 2
- HTC One mini
- HTC One E8
- HTC One (M8 EYE)
- HTC Butterfly S
- HTC Butterfly 2
- HTC One ME
- HTC Desire 816G
- HTC Desire 816
- HTC Desire 610
- HTC Desire 620
- HTC Desire 820
- HTC Desire 820Q
- HTC Desire 826
- HTC Desire Eye
- HTC Droid DNA

### Sense 5.0
- HTC One Max

- HTC One
- HTC One X

### Sense 4+
- HTC One X+ — покращений HTC One X
- HTC One X
- HTC One S

### Sense 4.1
- HTC One S
- HTC Desire X
- HTC One SV
- HTC One X
- HTC One VX

### Sense 4.0
- HTC One X
- HTC One X(LTE) — версія HTC One X, що підтримує зв'язок 4-го покоління LTE
- HTC One S
- HTC One V — використовується урізана версія, Sense 4.0a
- HTC Desire V — телефон з двома SIM ; використовується урізана версія, Sense 4.0a
- HTC Desire C — використовується урізана версія, Sense 4.0a

### Sense 3.5 / 3.6
- HTC Explorer — використовується урізана версія, Sense 3.5a
- HTC Desire S
- HTC Rezound
- HTC Rhyme
- HTC EVO 3D / EVO 4G+ (Лише для Кореї)
- HTC Sensation XL
- HTC Sensation XE
- HTC Sensation
- HTC Incredible S

### Sense 3.0
- HTC Amaze 4G
- HTC Desire HD
- HTC EVO Design 4G
- HTC Vivid

### Sense 2.0 / 2.1
- HTC ChaCha / Status: Sense 2.1 for Messenger
- HTC Desire Z
- HTC Desire
- HTC Flyer / HTC EVO VIEW 4G (Sprint[en]): Sense 2.1 for Tablet
- HTC Incredible 2 (Verizon)
- HTC Inspire 4G (AT&T)
- HTC Jetstream: Sense 2.1 for Tablet
- HTC Merge
- HTC Panache
- HTC Salsa
- HTC Thunderbolt
- HTC Wildfire S змінений sense 2.1, екран блокування з версії 3.x, і іншими елементами інтерфейсу

### Sense 1.0
- HTC EVO Shift 4G*
- HTC EVO 4G*
- HTC Droid Incredible*
- HTC Aria / Gratia
- HTC Legend
- HTC Wildfire

### Original Sense
- HTC Droid Eris
- HTC Hero / HTC Hero CDMA (Sprint[en])
- HTC Tattoo / MyTouch 3G (T-Mobile)

### Espresso Sense
- T-Mobile myTouch 3G Slide: Espresso Sense 1.0
- T-Mobile myTouch 4G: Espresso Sense 2.0
- T-Mobile myTouch 4G Slide: Espresso Sense 3.0

### Sense на Windows Mobile
- HTC HD2
- HTC HD mini
- HTC Touch Diamond 2
- HTC TyTN II → Огляд на офіційному сайті[недоступне посилання з лютого 2019]

### TouchFLO 3D
- HTC Touch Diamond
- HTC Touch Pro
- HTC Touch HD
- HTC MAX 4G
- HTC Touch Pro2

### TouchFLO
Інтерфейс TouchFLO з'явився у лінійці HTC Touch.
- HTC Touch
- HTC Touch 2
- HTC Touch 3G
- HTC Touch Dual
- HTC Touch Cruise